# 茂木町営バス
茂木町営バス（もてぎちょうえいバス）は、栃木県芳賀郡茂木町にて運行していた廃止代替バスである。
茂木町内の公共交通のデマンドタクシー「茂木町デマンドタクシーめぐるくん」への移行に伴い、2011年9月30日限りで廃止された。

## 概要
- 運賃は10円単位の区間制で、小児（小学生）は半額（10円未満の端数は切り上げ）、大人同伴の6歳以下の幼児は無料。
  - 定期券（通勤用、通学用があり、それぞれ1か月、3か月、6か月がある）もあった。
- 運行形態は、道路運送法の規定に基づく自家用自動車（白ナンバー車）による有償運送であった。

## 路線
廃止時点で以下の路線があった。　※2011年4月1日改正時点、（）内は一部便のみ経由
山内線
保健福祉センター - 茂木駅 - 大町 - 下砂田 - 荷の光坂 - 塩田 - 芳賀飯野 - 那珂川橋 - 山ノ内 - 甲
河井線
保健福祉センター - 茂木駅 - 大町 - 下砂田 - 荷の光坂 - 塩田 - 能寺院前 - 河井中（ - 中川支所前） - 中川小学校下 - 小深
大瀬線
保健福祉センター - 茂木駅 - 大町 - 小井戸 - 九石 - 烏生田 - 大瀬 - そばの里牧野
須藤線
保健福祉センター - 茂木駅 - 大町 - 坂井中 - 須藤 - 芳賀十文字 - 芳賀黒田 - 生井薬師堂前
逆川線
茂木駅→保健福祉センター→木幡小学校前→小山→逆川中学校前→上飯→中小貫加登屋→吹田→上小貫→中小貫加登屋（以降往路と逆順）→茂木駅
循環バス
保健福祉センター→茂木駅→大町→下砂田→茂木高校前→茂木警察署→荷の光坂→下砂田→大町→茂木駅→保健福祉センター